# مسجد السقيا
مسجد السقيا، بُني هذا المسجد في مكان قبّة الرسولﷺ عند خروجه لغزوة بدر، واستعراض جيشه ، ووعده الله ـ تعالى ـ أن تكون إحدى الطائفتين له، إما العير أو النفير، بقوله سبحانه: }وإذ يعدُكم الله إحدى الطائفتين أنّها لكم وتودّون أنّ غير ذات الشوكة تكون لكم ويريد الله أن يحقّ الحقّ بكلماته ويقطع دابر الكافرين. 
ولقد صلّى الرسولﷺ في هذا المكان ودعا لأهل المدينة بالبركة، وقال عليه أفضل الصلاة وأتم التسليم: “اللهم إن إبراهيم خليلك وعبدك دعاك لأهل مكة، وأنا عبدك ورسولك أدعوك لأهل المدينة مثل ما دعاك به إبراهيم لمكة، ندعوك أن تبارك لهم في صاعهم، ومدّهم، وثمارهم، اللهم حبب إلينا المدينة، كما حببت إلينا مكة، اللهم إني حرّمت ما بين لابتيها كما حرّمت على لسان إبراهيم الحرم. وروي أن عمر بن الخطاب—استسقى بالعباس بن عبدالمطلب في هذا المكان.

## التسمية
ترجع تسميته لوقوعه قرب “بئر السقيا” الذي كان ملكًا للصحابي سعد بن أبي وقاص والتي تقع إلى الجنوب من هذا المسجد، والتي توضأ منها الرسول ﷺ، ويروى عن علي بن أبي طالب قائلاً: " خرجنا مع رسول الله ﷺ في غزوة، حتى إذا كنا بحرة السقيا التي كانت لسعد بن أبي وقاص، فقال رسول الله ﷺ: ائتوني بوضوء، ثم توضأ، ثم قام فاستقبل القبلة وقال:" اللهم إن إبراهيم كان عبدك وخليلك ودعاك لأهل مكة بالبركة وأنا عبدك ورسولك أدعوك لأهل المدينة المنورة أن تبارك لهم في مدهم وصاعهم مثل ما باركت لأهل مكة ومع البركة بركتين".

## الموقع
يقع مسجد السقيا في المدينة المنورة بباب العنبرية، وبالتحديد داخل سور محطة السكة الحديد، ويقابل حاليًّا مبنى أمانة المدينة. وذكر أنه كان أرضًا للصحابي الجليل سعد بن أبي وقاص .

## وصف المسجد
مسجد صغير تعلوه 3 قباب، ويقع على مساحة 56 مترًا، بلا مئذنة، تصميم بنائه عثماني، أعيد ترميمه في عهد خادم الحرمين الشريفين الملك فهد بن عبد العزيز -ي- في 1423-1424هـ. 

## انظر ايضاً
- مسجد قباء
- مسجد الفضيخ

## وصلات خارجية
- مسجد السقيا.. مسقى سيد البشر في رمضان.